# Pyrrosia gralla
Pyrrosia gralla là một loài dương xỉ trong họ Polypodiaceae. Loài này được Giesenh. Ching mô tả khoa học đầu tiên năm 1935.